# Base aérienne 136 Friedrichshafen
Pour les articles homonymes, voir Base aérienne 136.
La base aérienne tactique 136 Friedrichshafen était une base aérienne de l'Armée de l'air française puis d'une des unités de l'ALAT des forces françaises en Allemagne.

## Histoire
Le site est créé à la fin des années 1920, début des années 1930, comme aérodrome civil sous le nom de champ d'aviation Löwental. La Luftwaffe l'utilise durant la Seconde Guerre mondiale. Après la défaite de l'Allemagne nazie en 1945, l'armée française s'y installe.
En 1969, une unité d'entrainement de la Luftwaffe s'y installe avec des Dornier Do 27 ; de 1959 à 1966, la Heeresfliegerstaffel (LL) 9 de l'aviation légère allemande y stationne. 
À partir du 1er septembre 1973, douze Puma et des éléments du groupe d'aviation légère de la 3e division (GALDIV 3) sont détachés à Friedrichshafen pour former l'ossature du futur groupe d'aviation légère du 2e corps d'armée (GALCA 2). En juillet 1974, seuls les vingt-deux SA 330B Puma sont en compte, ils arment les deux escadrilles de l'escadron d'hélicoptères de manœuvre.
Le 1er août 1974, le GALCA 2 est officiellement créé à Friedrichshafen. Les premières SA 341F Gazelle arrivent en ligne en septembre. La mission du groupe est la reconnaissance et la recherche de renseignements sur l'adversaire, l'appui feu dans la lutte antichar et le transport de personnel ou de matériel au profit du 2e corps d'armée.
En juillet 1975, le GALCA 2 s'articule autour de l'escadrille d'hélicoptères légers no 1 à deux pelotons; et des escadrilles d'hélicoptères de manœuvre n°3 et 4.
L'arrivée de SA 341F Gazelle supplémentaires permet la création de l'escadrille d'hélicoptères d'attaque no 2, le 1er août 1976. À la fin de l'année, le groupe dispose de vingt-deux SA 341F Gazelle, dont dix équipées de missiles Hot, et du même nombre de Puma.
Le 1er juillet 1978, le groupe a un parc de vingt SA 341F Gazelle et de vingt-et-un SA 330B Puma. La perception de dix-huit Alouette III, provenant des GALDIV 1 et 3, va permettre la constitution de deux escadrilles supplémentaires, en vue de la prochaine modification organique.  
Le 31 août 1978, toujours stationné sur le terrain de Friedrichshafen, le GALCA 2 est dissous pour former, par modification organique et nominale, les 6e et 7e EHM du 2e régiment d'hélicoptères de combat. 
Le 2e RHC est dissout le 1er juillet 1992.

## Présentation de la base aérienne de l'armée de l’air française

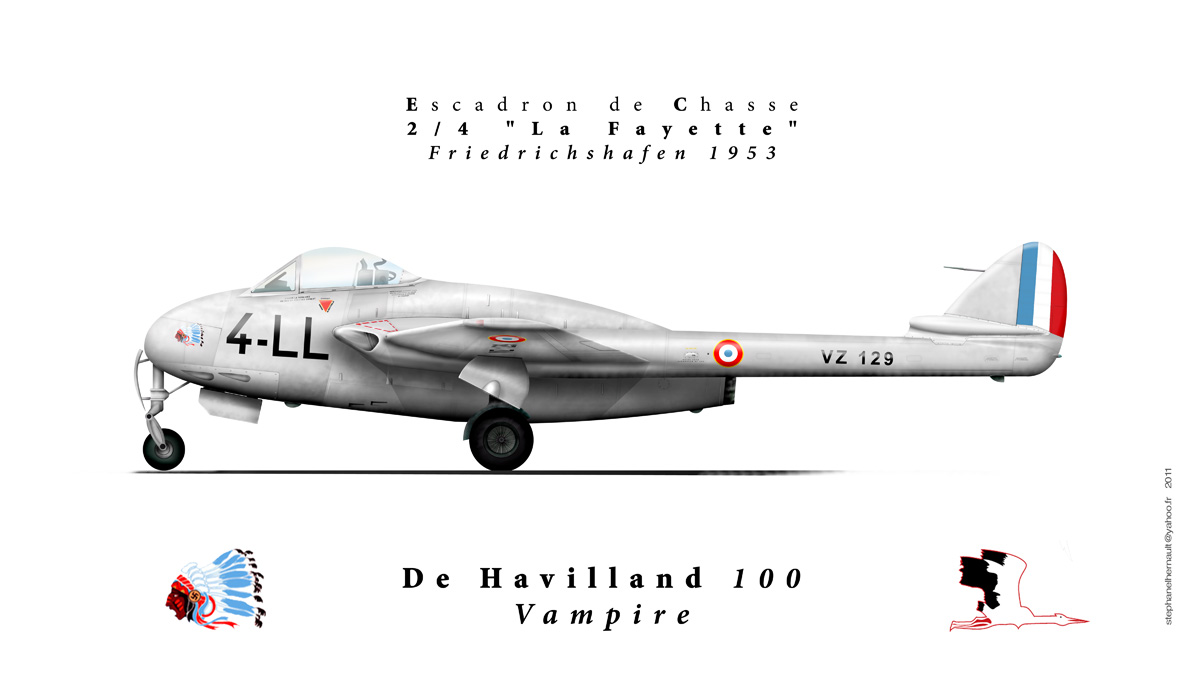
Vampire du 2/4 La Fayette à Friedrichshafen en 1953

- Début 1945 : l'Armée de l'air, au sein des troupes d'occupation en Allemagne, s'installe au bord du lac de Constance, à Friedrichshafen, où elle établit une base de stockage.

- 20 septembre 1945 : le groupe de chasse 1/3 avec ses deux escadrilles (SPA69 et SPA88) vient en stationnement sur cette nouvelle base. La nouvelle piste d'une longueur de 1 000 mètres suffit à peine pour les décollages des Spitfires.

- 28 octobre 1945 : départ de l'échelon précurseur, sous le commandement du Cne Le Grougnec, pour Dijon, un départ pour l'Indochine française court dans l'air.

- 30 octobre 1945 : départ définitif du GC 1/3 de Friedrichshafen.

- 1er juin 1948 : cette unité de stockage devient la base aérienne tactique 136 (BAT 136). Le 16 juin, elle est placée sous le commandement du lieutenant-colonel, puis colonel (1er octobre 1948), Eugène Steff. Elle héberge la 4e escadre de chasse volant sur De Havilland DH-100 Vampire FB.5.
- 31 mars 1954 : la BAT 136 est transférée à Bremgarten, elle devient la base support de la 4e demi-brigade de chasse équipée de MD-450 Ouragan.